# 望岳路街道
望岳路街道，位于湖南省岳阳市岳阳楼区东北部，办事处机关驻岳阳楼区望岳路469号。原名冷水铺街道，2007年改为望岳路街道。辖区东起通海路，西至东风湖，北连芭蕉湖。岳阳北站等位于该街道。

## 建制沿革
- 1950年，属岳阳县第三区滨湖乡；
- 1952年，属岳阳县第二区；
- 1956年，属梅溪乡
- 1958年，为梅溪公社联滨大队；
- 1959年，分为联滨和冷水2个大队；
- 1976年，设冷水铺区，划归岳阳市（县级）管辖；
- 1984年，设立冷水铺街道，属岳阳市南区；
- 1995年，改属岳阳楼区。办事处驻冷水铺街，辖洞氮、机务段、车站、七里山、冷水铺、枫树坡、芭蕉湖、鹰山8个居委会；
- 2001年，冷水铺街道的11个社区调整为鹰山、望岳、洞纺、冷水铺、机务段、芭蕉湖、七里山等7个社区；
- 2007年，冷水铺街道更名为望岳路街道。

## 行政区划
岳阳楼街道辖5个社区。
- 望岳社区、老垅坡社区、鹰山社区、七里山社区、北环路社区